# Alan Robertson (Genetiker)
Alan Robertson (* 21. Februar 1920 in Preston (Lancashire); † 25. April 1989)  war ein britischer Genetiker (Populationsgenetik, Tierzucht).
Robertson wuchs auf einer Farm in Halewood nahe Liverpool auf. Er studierte Chemie an der Universität Cambridge (Caius College) mit dem Abschluss 1941. Im Zweiten Weltkrieg diente er in der Abteilung Operations Research der Küstenverteidigung unter C. H. Waddington, der ihn nach dem Krieg für die Genetik gewann, um bei der Animal Breeding and Genetics Research Organisation (NABGRO) Methoden des Operations Research auf die Tierzucht anzuwenden. Nach Ausbildung in den USA bei Sewall Wright und Jay Laurence Lush begann er seine Arbeit bei der NABGRO in Edinburgh. Neben der Anwendung statistischer und mathematischer Methoden für die Zucht von Milchvieh arbeitete er auch in theoretischer Populationsgenetik, insbesondere kleinen Populationen wie sie in Züchtungen auftreten, der Rolle von Mutationen und der Stabilisierung und den Grenzen künstlicher Zuchtauswahl. Robertson hatte großen Einfluss auf die Verbreitung künstlicher Besamung von Milchvieh in Großbritannien. 1967 wurde er Honorary Professor an der Universität Edinburgh.
Nach ihm und seinem Schüler William George Hill ist der Hill-Robertson-Effekt in der Populationsgenetik benannt.
Er war Fellow der Royal Society (1964) und der Royal Society of Edinburgh. 1984 erhielt er die Mendel Medal der Genetics Society. 1965 wurde er OBE und er war mehrfacher Ehrendoktor (Universität Hohenheim, Universität Lüttich, dänische und norwegische Landwirtschaftshochschulen) und auswärtiges Mitglied der National Academy of Sciences. 1974 erhielt er den Orden von Isabella der Katholischen und 1958 erhielt er die Goldmedaille der Royal Agricultural Society.